# Mesa de Sombreros
Mesa de Sombreros är en ort i Mexiko.   Den ligger i kommunen Alto Lucero de Gutiérrez Barrios och delstaten Veracruz, i den sydöstra delen av landet, 260 km öster om huvudstaden Mexico City. Mesa de Sombreros ligger 886 meter över havet och antalet invånare är 180.
Terrängen runt Mesa de Sombreros är huvudsakligen kuperad, men västerut är den bergig. Runt Mesa de Sombreros är det ganska glesbefolkat, med 48 invånare per kvadratkilometer. Närmaste större samhälle är Plan de las Hayas, 6,1 km väster om Mesa de Sombreros. I omgivningarna runt Mesa de Sombreros växer huvudsakligen savannskog.